# Mission Panda – Ein tierisches Team
Mission Panda – Ein tierisches Team ist ein russischer 3D-Animationsfilm aus dem April 2019.

## Inhalt
Es landet ein Pandababy durch ein Versehen der Störche beim Hase Oscar und dem Kragenbär Mic-Mic in der russischen Taiga. Diese sind zuerst völlig mit der Situation überfordert und beschließen daraufhin den Panda zu seinen wahren Eltern in den Dschungel zurückzubringen. Auf dem Weg dorthin schließen sich der Sibirische Tiger Amur, der Pelikan Duke und der Wolf Janus an. Mit ihnen zusammen meistern sie die Gefahren wie Pythons, Wasserfälle. Am Ende der langen Reise kehren nur der Hase und der Braunbär zurück in ihre angestammte Heimat, während die anderen beschließen im Dschungel zu bleiben.

## Produktion
Für die Produktion war das Moskauer Studio Licensing Brands verantwortlich.

## Synchronisation
| Rolle   | Sprecher               | Synchronsprecher        |
| ------- | ---------------------- | ----------------------- |
| Oscar   | Drake Bell             | Christian Wunderlich    |
| Mic-Mic | Pauly Shore            | Thomas Balou Martin     |
| Amur    | Joseph Sell            | Tobias Brecklinghaus    |
| Duke    | Stephen Thomas Ochsner | Gilles Karolyi          |
| Janus   | Danila Medvedev        | Louis Friedemann Thiele |

## Veröffentlichung
Auf DVD erschien dieser Film in Deutschland am 30. August 2019. 2019 wurde der Film außerdem in Indien, Polen, Portugal, Russland, der Türkei, den Vereinigten Arabischen Emiraten, dem Mittleren Osten, Nordafrika, Iran und auf den Philippinen veröffentlicht. 2020 erschien er auch in Spanien, dem Vereinigten Königreich und den Vereinigten Staaten.